# Piper nigribaccum
Piper nigribaccum är en pepparväxtart som beskrevs av C. Dc.. Piper nigribaccum ingår i släktet Piper och familjen pepparväxter. Inga underarter finns listade i Catalogue of Life.